# Lista planetelor minore: 252001–253000
Aceasta este lista planetelor minore cu numerele 252001–253000.

## 252001–252100
| Denumire | Denumire provizorie | Data descoperirii | Locul descoperirii | Descoperitor(i) |
| -------- | ------------------- | ----------------- | ------------------ | --------------- |
| 252001 – | 2000 EO149          | 5 martie 2000     | Socorro            | LINEAR          |
| 252005 – | 2000 FN9            | 30 martie 2000    | Kitt Peak          | Spacewatch      |
| 252016 – | 2000 HD60           | 25 aprilie 2000   | Anderson Mesa      | LONEOS          |
| 252021 – | 2000 HJ87           | 30 aprilie 2000   | Haleakala          | NEAT            |
| 252023 – | 2000 JK90           | 4 mai 2000        | Apache Point       | SDSS            |
| 252024 – | 2000 KS             | 25 mai 2000       | Prescott           | P. G. Comba     |
| 252032 – | 2000 OW63           | 31 iulie 2000     | Cerro Tololo       | M. W. Buie      |
| 252037 – | 2000 QW109          | 30 august 2000    | Bergisch Gladbach  | W. Bickel       |

## 252101–252200
| Denumire | Denumire provizorie | Data descoperirii | Locul descoperirii | Descoperitor(i)       |
| -------- | ------------------- | ----------------- | ------------------ | --------------------- |
| 252107 – | 2000 WC11           | 24 noiembrie 2000 | Bisei SG Center    | BATTeRS               |
| 252128 – | 2000 XC14           | 4 decembrie 2000  | Bohyunsan          | Y.-B. Jeon, B.-C. Lee |
| 252131 – | 2000 XD54           | 4 decembrie 2000  | Uccle              | T. Pauwels            |
| 252147 – | 2001 BP             | 17 ianuarie 2001  | Oizumi             | T. Kobayashi          |
| 252167 – | 2001 CF37           | 15 februarie 2001 | Nogales            | Tenagra II            |

## 252201–252300
| Denumire | Denumire provizorie | Data descoperirii | Locul descoperirii | Descoperitor(i)            |
| -------- | ------------------- | ----------------- | ------------------ | -------------------------- |
| 252208 – | 2001 FP168          | 22 martie 2001    | Cima Ekar          | Asiago-DLR Asteroid Survey |
| 252221 – | 2001 MQ16           | 27 iunie 2001     | Palomar            | NEAT                       |
| 252258 – | 2001 QB153          | 27 august 2001    | Ondřejov           | P. Kušnirák                |
| 252293 – | 2001 RO5            | 9 septembrie 2001 | Desert Eagle       | W. K. Y. Yeung             |

## 252301–252400
| Denumire | Denumire provizorie | Data descoperirii | Locul descoperirii | Descoperitor(i) |
| -------- | ------------------- | ----------------- | ------------------ | --------------- |
| 252389 – | 2001 TT             | 6 octombrie 2001  | Eskridge           | Eskridge        |

## 252401–252500
| Denumire         | Denumire provizorie | Data descoperirii | Locul descoperirii | Descoperitor(i) |
| ---------------- | ------------------- | ----------------- | ------------------ | --------------- |
| 252470 Puigmarti | 2001 UE14           | 24 octombrie 2001 | Begues             | J. Manteca      |

## 252501–252600
| Denumire | Denumire provizorie | Data descoperirii | Locul descoperirii | Descoperitor(i) |
| -------- | ------------------- | ----------------- | ------------------ | --------------- |
| 252591 – | 2001 XO1            | 9 decembrie 2001  | Badlands           | Badlands        |

## 252701–252800
| Denumire        | Denumire provizorie | Data descoperirii | Locul descoperirii | Descoperitor(i)             |
| --------------- | ------------------- | ----------------- | ------------------ | --------------------------- |
| 252740 –        | 2002 CO315          | 14 februarie 2002 | Kvistaberg         | Uppsala-DLR Asteroid Survey |
| 252794 Maironis | 2002 FL7            | 16 martie 2002    | Moletai            | K. Černis, J. Zdanavičius   |

## 252801–252900
| Denumire | Denumire provizorie | Data descoperirii | Locul descoperirii | Descoperitor(i) |
| -------- | ------------------- | ----------------- | ------------------ | --------------- |
| 252805 – | 2002 GC1            | 3 aprilie 2002    | Drebach            | G. Lehmann      |

## 252901–253000
| Denumire | Denumire provizorie | Data descoperirii | Locul descoperirii | Descoperitor(i) |
| -------- | ------------------- | ----------------- | ------------------ | --------------- |
| 252933 – | 2002 PJ6            | 2 august 2002     | Campo Imperatore   | CINEOS          |
| 252944 – | 2002 PA43           | 11 august 2002    | Needville          | Needville       |
| 252968 – | 2002 PM155          | 8 august 2002     | Palomar            | S. F. Hönig     |
| 252972 – | 2002 PZ165          | 8 august 2002     | Palomar            | A. Lowe         |